# Ron Samworth
Ron Samworth (* 1961) ist ein kanadischer Gitarrist und Komponist des Creative Jazz.

## Leben und Wirken
Samworth studierte am Banff Centre for the Arts und arbeitete danach als Jazzmusiker von Vancouver. Zwischen 1987 und 1994 organisierte er eine wöchentliche Konzertreihe in der Grunt Gallery. In den 1990er Jahren gehörte er auch zu den Organisatoren des Jazzclubs The Glass Slipper.
Seine ersten Aufnahmen spielte er 1990 bis 1991 mit dem Lunar Adventures Quartet und dem New Orchestra Workshop (NOW) ein, dessen künstlerischer Leiter er von 1993 bis 2002 war. Weitere Aufnahmen mit dem NOW in Zusammenarbeit mit Barry Guy und René Lussier entstanden Mitte der 1990er Jahre. 
Als Bandleader nahm er mit der Gruppe Talking Pictures (mit der Cellistin Peggy Lee, dem Trompeter Bill Clark und dem Schlagzeuger Dylan van der Schyff) in den 1990er Jahren zwei Alben auf, ein drittes mit dem niederländischen Saxophonisten Jorrit Dijkstra erschien 2000.
Als künstlerischer Direktor der Barking Sphinx Performance Society wirkte Samworth an Tanz-, Theater- und Filmprojekten mit. 2001 ging aus der Society das Barking Sphinx Ensemble hervor, an dem neben Samworth und van Schyff auch Masa Anzai beteiligt ist. Weiterhin arbeitete Samworth als Sideman mit François Houles elektroakustischem Quartett und dem Hard Rubber Orchestra zusammen und mit Musikern wie John Zorn, Dave Douglas, Evan Parker, Barry Guy, Wayne Horvitz, Kuzuhisa Uchihashi, Yasuhiro Otani, Butch Morris, Han Bennink, Barre Phillips, Frank Gratkowski, Claude Ranger, René Lussier und Jean Derome zusammen. Er trat auf allen großen kanadischen Festivals, dem Jazzfest Berlin und dem Chicago Jazz Festival auf.
Samworth lehrt an der Capilano University.

## Diskographie
- NOW: Now You Hear It, 1991
- Talking Pictures: Ciao Bella, 1995
- Talking Pictures: Mirror With a Memory, 1997
- NOW: WOWOW, 1999
- Talking Pictures und Jorrit Dijkstra: Humming, 2000
- NOW und George Lewis: Shadowgraph Series: Compositions for Creativ Orchestra, 2001
- NOW und Marilyn Crispell: Pola, 2005